# 잠자리 정좌녀
〈잠자리 정좌녀〉(일본어: 床の間正座娘 토코노마세이자무스메[*])는 일본의 여성 아이돌 그룹 NMB48의 20번째 싱글 앨범으로, 2019년 2월 20일 발매되었다.